# Charpont
Charpont – miejscowość i gmina we Francji, w Regionie Centralnym, w departamencie Eure-et-Loir.
Według danych na rok 2008 gminę zamieszkiwało 549 osób, a gęstość zaludnienia wynosiła 77 osób/km².